# Trachypogon chevalieri
Trachypogon chevalieri är en gräsart som först beskrevs av Otto Stapf, och fick sitt nu gällande namn av Jacq.-fél. Trachypogon chevalieri ingår i släktet Trachypogon och familjen gräs. Inga underarter finns listade i Catalogue of Life.